# Kodiyal
Kodiyal là một thị trấn thống kê (census town) của quận Haveri thuộc bang Karnataka, Ấn Độ.

## Nhân khẩu
Theo điều tra dân số năm 2001 của Ấn Độ, Kodiyal có dân số 6726 người. Phái nam chiếm 52% tổng số dân và phái nữ chiếm 48%. Kodiyal có tỷ lệ 72% biết đọc biết viết, cao hơn tỷ lệ trung bình toàn quốc là 59,5%: tỷ lệ cho phái nam là 79%, và tỷ lệ cho phái nữ là 66%. Tại Kodiyal, 12% dân số nhỏ hơn 6 tuổi.